# Châtaigneraies à Osmoderma eremita au sud du Mans
Châtaigneraies à Osmoderma eremita au sud du Mans este o arie protejată (sit de importanță comunitară — SCI) din Franța întinsă pe o suprafață de 4.642 ha, integral pe uscat.

## Localizare
Centrul sitului Châtaigneraies à Osmoderma eremita au sud du Mans este situat la coordonatele 47°44′16″N 2°02′11″W / 47.73778°N 2.03639°V.

## Înființare
Situl Châtaigneraies à Osmoderma eremita au sud du Mans a fost declarat arie specială de conservare în baza directivei 92/43 din 1992 referitoare la conservarea habitatelor naturale și a faunei și florei sălbatice pentru a proteja 3 specii de animale.

## Biodiversitate
Situată în ecoregiunea atlantică, aria protejată nu include niciun habitat protejat.
La baza desemnării sitului se află mai multe specii protejate de  nevertebrate (3): croitorul mare al stejarului (Cerambyx cerdo), rădașcă (Lucanus cervus), Osmoderma eremita.
Pe lângă speciile protejate, pe teritoriul sitului au mai fost identificate 1 specie de păsări.